# Henry Timrod
Henry Timrod, né le 8 décembre 1828 à Charleston et mort le 7 juillet 1867 à Columbia en Caroline du Sud, est un poète américain.

## Œuvres
- The Poems of Henry Timrod (1873)